# دافيد فلوريان
دافيد فلوريان (بالبولندية: Dawid Florian) هو لاعب كرة قدم بولندي، ولد في 26 ديسمبر 1982 في يافورجنو في بولندا. لعب مع زنيتشج بروشكوف ولخ بوزنان.

## وصلات خارجية
- دافيد فلوريان على موقع قاعدة بيانات كرة القدم.إي يو (الإنجليزية)